# Modi i Nanna
Modi i Nanna: Sprytne smyki – komputerowa przygodowa gra akcji wyprodukowana przez polskie studio ReSync i wydana w 2002 roku przez Licomp Empik Multimedia. Modi i Nanna została zaprojektowana przez Filipa Syrylaka i zaprogramowana przez Marka Paska. Jej bohaterami jest dwoje normańskich dzieci: chłopiec Modi i dziewczynka Nanna, które mają za zadanie wyzwolić wioskę spod wpływów boga Loki.
Modi i Nanna osadzona jest w świecie trójwymiarowym, po którym przemieszcza się gracz. Do wyboru jest jedna z dwóch tytułowych postaci. Zasadniczo mechanika gry jest niezmienna w zależności od wyboru. Ale kierując Modim, gracz musi wykonać więcej zadań zręcznościowych, natomiast wcielając się w Nannę, otrzymuje więcej zadań logicznych do wykonania.
W założeniu twórców gra miała być przeznaczona dla dzieci, w dziedzinie pozycji dla owej grupy wiekowej stanowiła również pierwsze dzieło, w którym gracz mógł wcielić się w dziewczynkę. Mimo planów ReSync, aby spopularyzować Modiego i Nannę na świecie, praktycznie owa gra została odebrana pozytywnie jedynie na wschodzie Europy. Mimo brzydkiej oprawy graficznej oraz błędów technicznych chwalono grę za wypełnienie niszy na rynku gier dla dzieci.